# Heinrich Hawick
Heinrich „Heinz“ Hawick (* 3. August 1906 in Hagen/Westfalen; † Anfang Mai 1945 bei Wünsdorf) war ein deutscher Künstler.

## Leben
Hawick absolvierte von 1925 bis 1927 ein Hochbaustudium in Darmstadt. Anschließend studierte er bis 1929 an der Kunstakademie München. In den Folgejahren hielt er sich in Berlin auf. Ab 1933 lebte und arbeitete er in Frankfurt am Main. 1942 wurde er mit dem Kunstpreis „Jung-Westfalen“ ausgezeichnet. Während des Zweiten Weltkriegs diente er ab 1940 als Soldat und fiel 1945 bei Wünsdorf.

## Werke

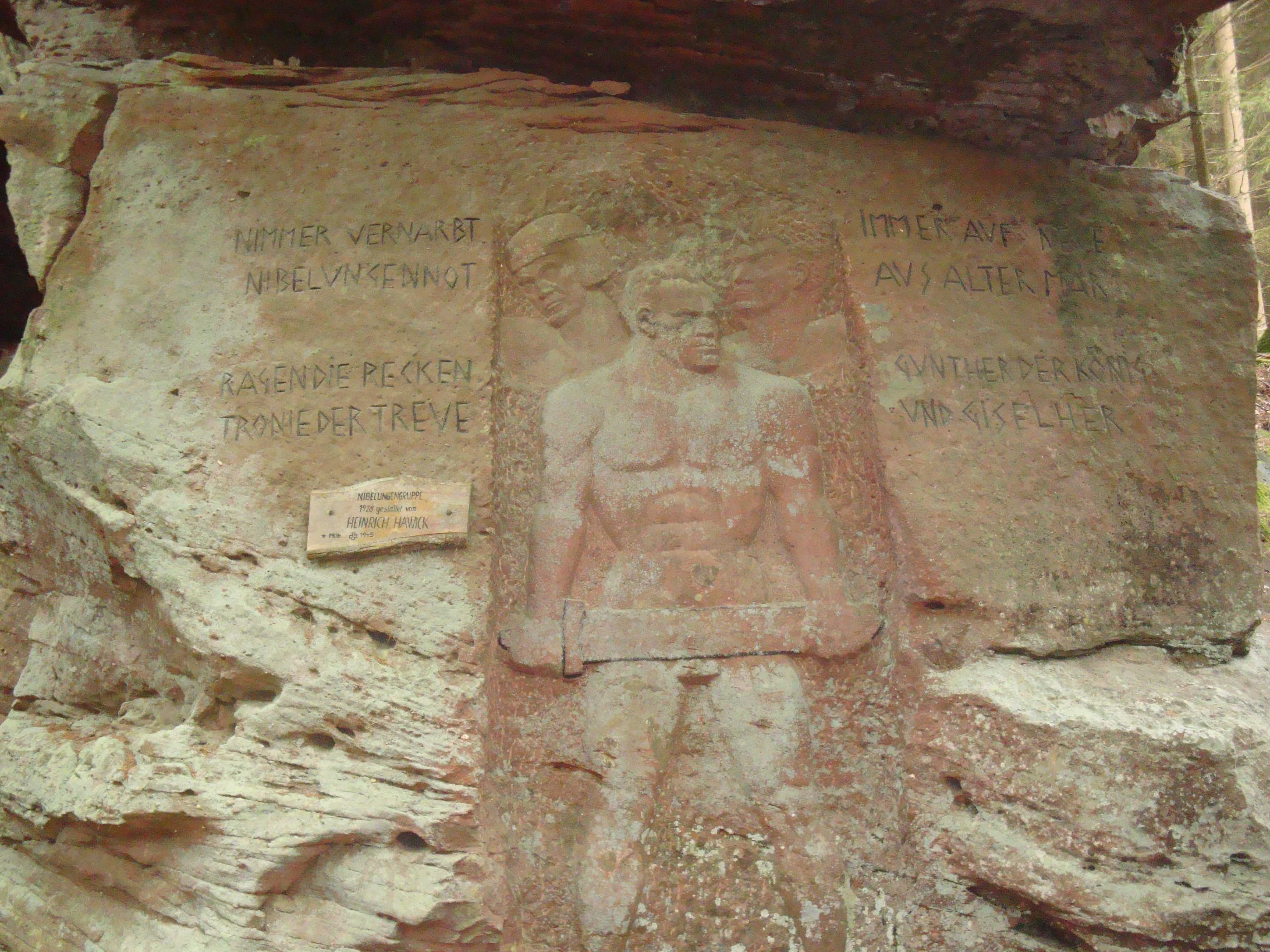
Relief „Siegfried“ bei Elmstein (1928)

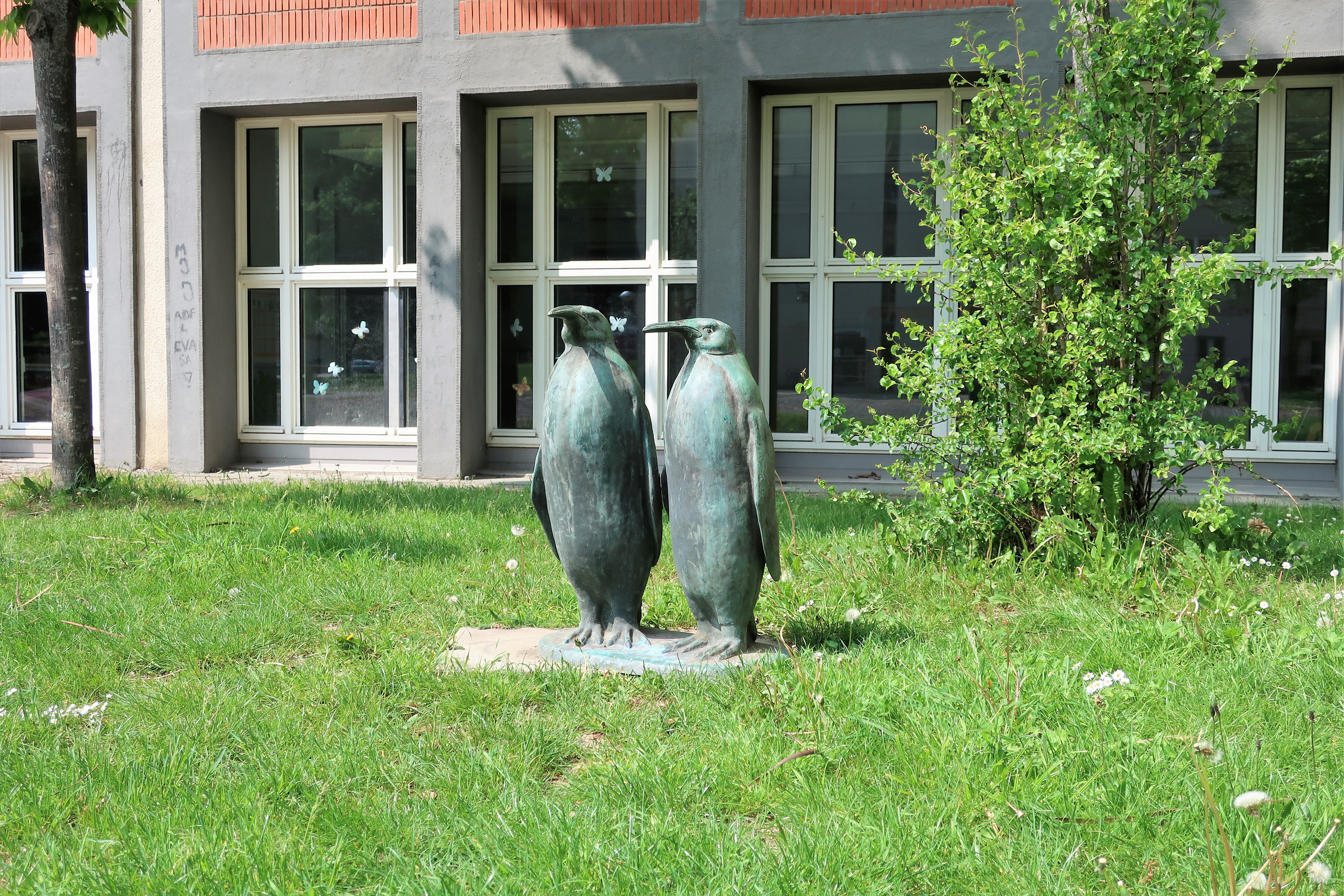
Bronzeplastik „Pinguine“ in Hagen

- Die Ernte – Relief (65 × 86 cm)

Anlässlich der 25. Wiederkehr des Abiturs der Olr 1925 von Hawicks Mitschülern dem Hagener Fichte-Gymnasium 1950 überreicht.
- Siegfried – Relief (250 × 300 cm)

1928 in Sandstein gehauenes Relief von Figuren der Nibelungensage unterhalb der Nibelungenfelsen am westlichen Ortsausgang des Dorfes Elmstein Richtung Waldleiningen/Weidenthal im Pfälzerwald.
- Pinguine – Bronzeplastik (77 cm hoch)

Die Bronzeplastik ist auf dem Schulhof der Hagener Ricarda-Huch-Schule aufgestellt.

## Ausstellungsdaten
- 1929 Große Westfälische Kunstausstellung, Stadthalle Münster
- 1939 Große Sauerländische Frühjahrsausstellung, Museum Hagen
- 1943 auf der Großen Deutschen Kunstausstellung im Haus der Deutschen Kunst in München